# Leo Wagner

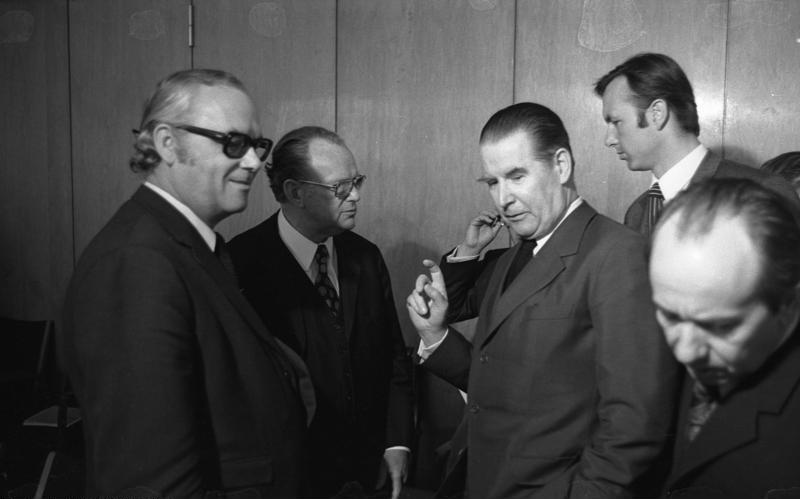
Leo Wagner (1973, von links), Richard Stücklen, Gerhard Schröder, Wilhelm Rawe

Leo Wagner (* 13. März 1919 in München; † 8. November 2006 in Günzburg) war ein deutscher Politiker (CSU). Von 1961 bis 1976 war er Mitglied des Deutschen Bundestages. Er zählte lange Jahre zum engsten Vertrautenkreis des CSU-Vorsitzenden Franz Josef Strauß.

## Leben
Leo Wagner wurde in München geboren und besuchte eine Oberrealschule. Sein Vater, zuletzt Polizeiinspektor, stammte aus Ellingen in Franken. Nach dem Abitur 1937 studierte Leo Wagner an der Hochschule für Lehrerbildung in München und nahm dann von 1939 bis 1945 als Funker am Zweiten Weltkrieg teil, in dem er verwundet wurde. Er war Kriegsbeschädigter. Von 1945 bis 1961 war er Lehrer und Schulleiter der von ihm aufgebauten Volksschulen in Bubesheim und Reisensburg sowie Rektor der katholischen Volksschule in Günzburg.
Leo Wagner war in erster Ehe mit Elfriede Wagner (1922–1980) verheiratet. In der Zeit der Ehe wurden zwei  Kinder, Gerd und Ruth, geboren. Er war jedoch nicht der Vater. In zweiter Ehe war er mit Brigitte Wagner verheiratet.

## Partei und öffentliche Ämter
1946 wurde Wagner Vorsitzender des CSU-Kreisverbandes Günzburg, den er mit Unterstützung Fritz Schäffers 1945 mitbegründet hatte. 1948 übernahm er das Amt des stellvertretenden Landrats. Dem Stadtrat von Günzburg gehörte er zwischen 1949 und 1964 an, dem Bezirkstag Schwaben von 1954 bis 1962, wobei er dort auch das Amt des Fraktionsvorsitzenden bekleidete. 1956 wurde er Zweiter Bürgermeister von Günzburg. Dem CSU-Bezirksverband Schwaben stand er von 1961 bis 1973 vor.
Von 1961 bis 1976 gehörte Wagner dem Deutschen Bundestag an, in dem er zwischen 1963 und 1975 parlamentarischer Geschäftsführer der CSU-Landesgruppe war. Nach der Spiegel-Affäre 1962 und dem Rücktritt von Franz Josef Strauß ebnete Wagner „in Partei, Landesgruppe und bei den Koalitionspartnern den Weg für Strauß [zurück] an den Kabinettstisch 1966“. Nach 14 Monaten als Abgeordneter war Wagner im Januar 1963 in derselben Landesgruppensitzung zum parlamentarischen Geschäftsführer gewählt worden, in der Strauß mit der Wahl zum Landesgruppenvorsitzenden in ein Amt zurückkehrte. Wagner fungierte 1968 als Herausgeber einer Sammlung von Strauß’ Bundestagsreden. Von 1971 bis 1975 war Wagner einer der fünf parlamentarischen Geschäftsführer der CDU/CSU-Bundestagsfraktion, davon ab 1972 der erste.
Nachdem Wagner 1965 die Deutsch-Koreanische Parlamentariergruppe mit ins Leben gerufen hatte, gründete er 1966 zusammen mit Max Adenauer und dem Bonner Verleger Hermann Pfatteicher die Deutsch-Koreanische Gesellschaft, deren Präsident und späterer Ehrenpräsident er wurde. Zusammen mit Gunter Sachs gründete er 1967 den Verein „Flammenpfennig“, der u. a. mit dem Verkauf von Schallplatten Geld für das Organisationskomitee der Olympischen Spiele 1972 in München erlösen sollte.
Im Herbst 1973 berichtete das Wirtschaftsmagazin Capital in einer Artikelserie über „Die seltsamen Geschäfte des Abgeordneten Leo W.“, nach der Wagner für Kredite sein Mandat missbraucht haben soll. Wagners Schulden im siebenstelligen Bereich sollen aus hohen Ausgaben für seinen Lebenswandel und Nachtclubbesuche resultiert haben. Nachdem Anfang 1975 von ihm ausgestellte Wechsel und Schecks geplatzt waren, bat er am 29. Januar 1975 um Beurlaubung von seinen Ämtern. Am folgenden Tag erlitt er einen Nervenzusammenbruch und wurde von seinem Anwalt in ein Krankenhaus eingeliefert. Am 20. Februar 1975 erklärte er schriftlich seinen Mandatsverzicht, der jedoch wegen Unzurechnungsfähigkeit nicht anerkannt werden konnte. Am 26. Februar 1975 erstattete er Selbstanzeige wegen Betrugsverdachts und trat von seinem Posten als parlamentarischer Geschäftsführer zurück. Wegen Kreditbetrugs wurde Wagner im Dezember 1980 zu einer Haftstrafe von 18 Monaten auf Bewährung verurteilt.

## Misstrauensvotum 1972 und Stasi-Verbindung
Nach einem Bericht des Nachrichtenmagazins Der Spiegel vom November 2000 soll Wagner neben dem CDU-Abgeordneten Julius Steiner der zweite Unions-Abgeordnete gewesen sein, der sich 1972 beim Konstruktiven Misstrauensvotum gegen Willy Brandt der Stimme enthielt. Er habe – wie Steiner – von der Stasi für seine Stimmenthaltung 50.000 DM erhalten. Er sei ferner unter dem Decknamen „Löwe“ Inoffizieller Mitarbeiter (IM) der Stasi gewesen. Wagner stritt dies jedoch ab. Die bereits 1975 vom Nachrichtenmagazin Stern erhobenen Vorwürfe wurden 2005 und 2006 erneut von der Presse aufgegriffen. Unter anderem der Stasi-Forscher und ehemalige Leiter der Gedenkstätte Berlin-Hohenschönhausen Hubertus Knabe versuchte, über die ab 2003 wissenschaftlich zugänglich gemachten Rosenholz-Dateien Rückschlüsse auf eine Bestechung Wagners beim Misstrauensvotum 1972 herzuleiten. Die historische Forschung bestätigt, dass Wagner anlässlich des Misstrauensvotums 1972 von der Stasi mit 50.000 DM bestochen worden sei. Sicher sei das Abschöpfen Wagners durch die Stasi im Zeitraum 1976 bis 1983, wobei sich nicht abschließend feststellen lässt, ob dies seitens Wagners wissentlich oder unwissentlich geschehen sei.
Der ehemalige MfS-Offizier Horst Kopp legte in seinen 2016 erschienenen Memoiren dar, dass er den Auftrag ausgeführt habe, Wagner zu bestechen; die Hauptverwaltung A (HVA) sei über dessen permanente Geldnot unterrichtet gewesen. Den Kontakt habe der Journalist Georg Fleissman bereits 1969 hergestellt. Fleissman arbeitete als IM „Dürer“ seit 1966 für die HVA. Wagner war auch Mitglied des Bundestagskontaktausschusses zu den Bahr-Kohl-Gesprächen von 1970 bis 1973 in Vorbereitung des Grundlagenvertrages.

## Auszeichnungen
- 1968: Bayerischer Verdienstorden
- 1969: Verdienstkreuz 1. Klasse der Bundesrepublik Deutschland
- 1973: Großes Verdienstkreuz der Bundesrepublik Deutschland[28]
- 1973: Ehrendoktor der Sungkyunkwan-Universität[29]

## Film
In dem Dokumentarfilm Die Geheimnisse des schönen Leo zeichnete der Enkel Leo Wagners und Absolvent der HFF München Benedikt Schwarzer 2018 die Lebensgeschichte Leo Wagners nach; der Film wurde beim DOK.fest München uraufgeführt.